# Dynamika układów
Dynamika układów – pojęcie określające charakterystyczną cechę wszelkich rzeczywistych układów fizycznych - zdolność do magazynowania i przetwarzania energii. Każda zmiana parametru układu (jego struktury, parametru elementu czy też wielkości wejściowej układu) powoduje przepływ i przetwarzanie energii w układzie. Ponieważ przepływ energii wymaga upływu czasu, zmiany wielkości układu powiązanych bezpośrednio z elementami magazynującymi energię nie mogą być skokowe.

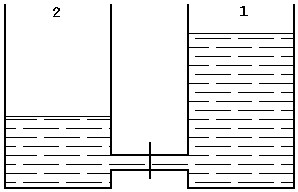
Naczynia połączone z zamkniętą przegrodą

Prostym przykładem pozwalającym przedstawić dynamikę układów są naczynia połączone.
Intuicyjnie wiadomo, że usunięcie przegrody spowoduje przepływ cieczy ze zbiornika 1 do zbiornika 2, aż do wyrównania się poziomów w obydwóch zbiornikach. Z punktu widzenia dynamiki układów, każdy zbiornik reprezentuje magazyn energii potencjalnej. W procesie przepływu cieczy następuje wyrównanie się energii potencjalnych w obydwóch zbiornikach (dokładniej rzecz ujmując znaczenie ma też energia kinetyczna przepływającej wody, ale pomija się ją dla uproszczenia przykładu). Chociaż przykład jest bardzo prosty, można w nim wyróżnić wszystkie istotne elementy rozpatrywane w bardziej skomplikowanych układach:
1. komutacja – zmiana parametru układu (struktury układu, parametru jednego lub wielu elementów układu, wielkości wejściowej układu) – w tym przypadku usunięcie przegrody;
2. stan nieustalony – przedział czasowy, w którym następuje proces przepływu energii – czas od usunięcia przegrody, aż do wyrównania się poziomów w obydwóch zbiornikach;
3. stan ustalony – następuje po stanie nieustalonym, w tym stanie wielkości występujące w układzie mają stałe wartości – w przykładzie jest to czas po wyrównaniu się poziomów cieczy.

W układach stosowanych w technice występowanie stanów nieustalonych jest zazwyczaj zjawiskiem niepożądanym i szkodliwym, gdyż zjawiska dynamiczne są często skomplikowane i trudne w analizie.